# Meroles suborbitalis
Meroles suborbitalis är en ödleart som beskrevs av  Peters 1869. Meroles suborbitalis ingår i släktet Meroles och familjen lacertider. Inga underarter finns listade i Catalogue of Life.